# سیارک ۲۴۱۸
سیارک ۲۴۱۸ (به انگلیسی: 2418 Voskovec-Werich، نامگذاری:1971UV) دو هزار و چهارصد و هجدهمین سیارک کشف شده‌است که در ۲۶ اکتبر ۱۹۷۱ کشف شد.
قدر مطلق سیارک برابر ۱۲٫۵۰ است.